# Uralofusulinella
Uralofusulinella es un género de foraminífero bentónico de la subfamilia Fusulinellinae, de la familia Fusulinidae, de la superfamilia Fusulinoidea, del suborden Fusulinina y del orden Fusulinida. Su especie tipo es Fusulinella (Uralofusulinella) ajensis. Su rango cronoestratigráfico abarca el Artinskiense (Pérmico inferior).

## Discusión
Clasificaciones más recientes incluyen Uralofusulinella en la subclase Fusulinana de la clase Fusulinata.

## Clasificación
Uralofusulinella incluye a las siguientes especies:
- Uralofusulinella ajensis †
- Uralofusulinella arkaulensis †